# روث هابارد كوزينز
روث هابارد كوزينز (بالإنجليزية: Ruth Hubbard Cousins)‏ هي عالمة نفس أمريكية، ولدت في 21 مايو 1920 في وليسكا في الولايات المتحدة، وتوفيت في 11 يناير 2007 في تشاتانوغا في الولايات المتحدة.